# Bengt Nordenberg
Bengt Nordenberg   (Jämshög, 22 d'abril de 1822 - Düsseldorf, 18 de desembre de 1902) va ser un artista suec. Va pertànyer a l'escola de pintura de Düsseldorf i és conegut sobretot per les seves pintures de gènere amb escenes de la vida quotidiana de les zones de Dalarna, Skåne i Blekinge de Suècia. Es va traslladar a Düsseldorf a la dècada de 1850.

## Biografia
Nordenberg va néixer a Jämshög al comtat de Blekinge, Suècia. Va ser un dels nou germans nascuts de Per Jönsson Nord (1785-1854) i de la seva dona Sissa Bengtsdotter (n. 1792). Va créixer en la pobresa i es va convertir en aprenent d'un pintor a Sölvesborg.
El 1843 va complir el seu desig de venir a Estocolm i estudiar a la Reial Acadèmia Sueca de les Arts. A la tardor de 1851, va anar a l'Acadèmia de Düsseldorf, on primer Theodor Hildebrandt i després Adolph Tidemand es van convertir en els seus professors. En particular, aquest últim va tenir una gran influència en l'estil i la temàtica de la pintura de Nordenberg. Durant un temps va treballar com a ajudant de Tidemand, fent reproduccions dels seus quadres. Nordenberg també va pintar quadres de la vida de classe mitjana i alta, i també pintures i retaules religiosos. Va pintar retaules a diverses esglésies de Småland, com ara Stenbrohult a Älmhult i Gårdsby a Växjö.
El 1856, Nordenberg va rebre una beca de viatge de l'estat suec. Va estudiar amb el pintor d'història francès Thomas Couture (1815–1879) durant un any i mig, va fer una breu parada a Düsseldorf i la tardor de 1858 va anar a Roma. Aviat va tornar a Düsseldorf, on es va instal·lar de per vida. De 1856 a 1889 va ser membre de Malkasten, una associació d'artistes d'allà. També va donar classes particulars a artistes suecs com Peter Eskilsson (1820-1872), Augusta Jensen (1858-1936) i el seu nebot Henrik Nordenberg (1857-1928).

## Vida personal
El 1855, Nordenberg es va casar amb la mainadera Maria Charlotte Sutthof (1831-1905).

## Galeria

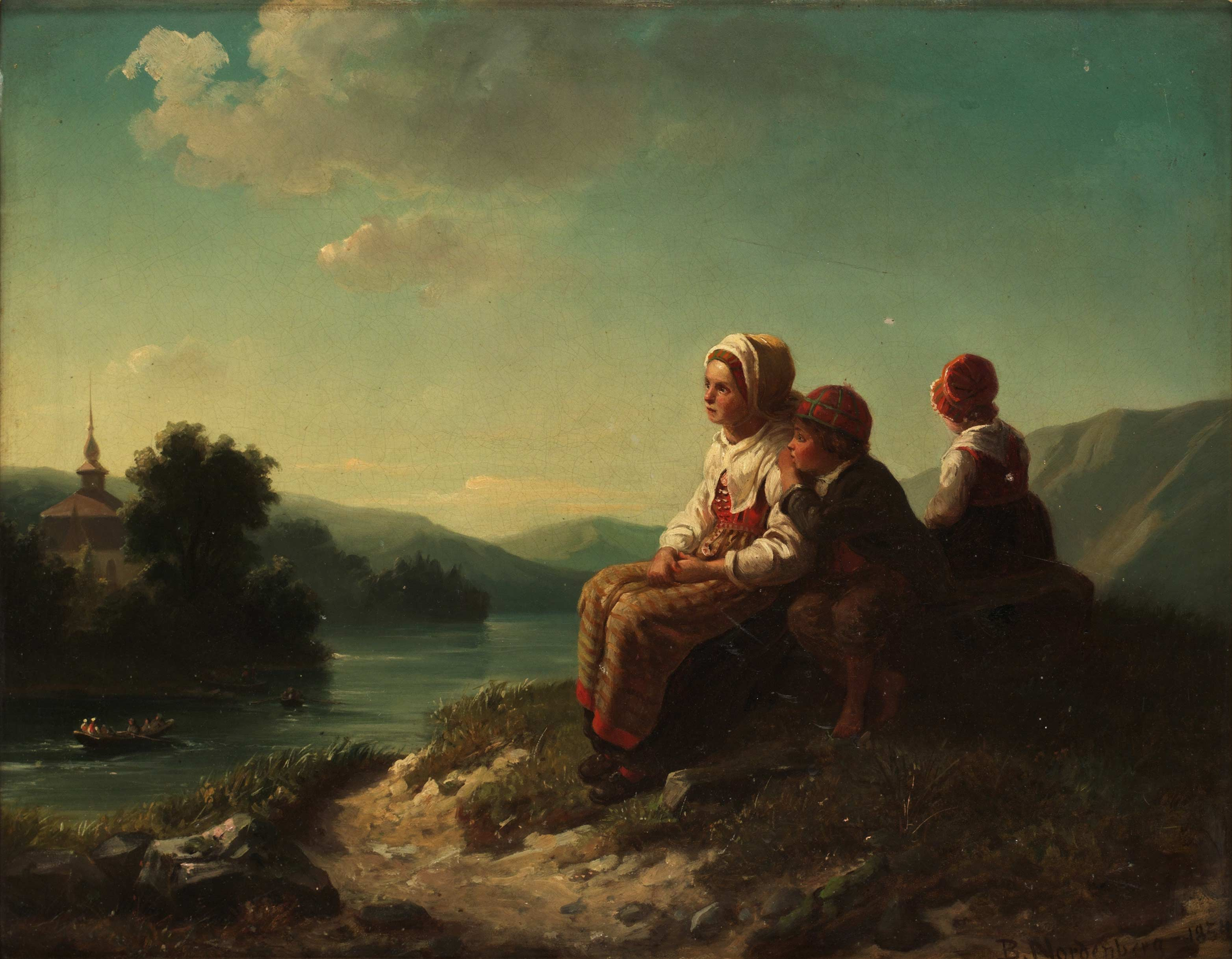
L'església, Dalarna (1854)
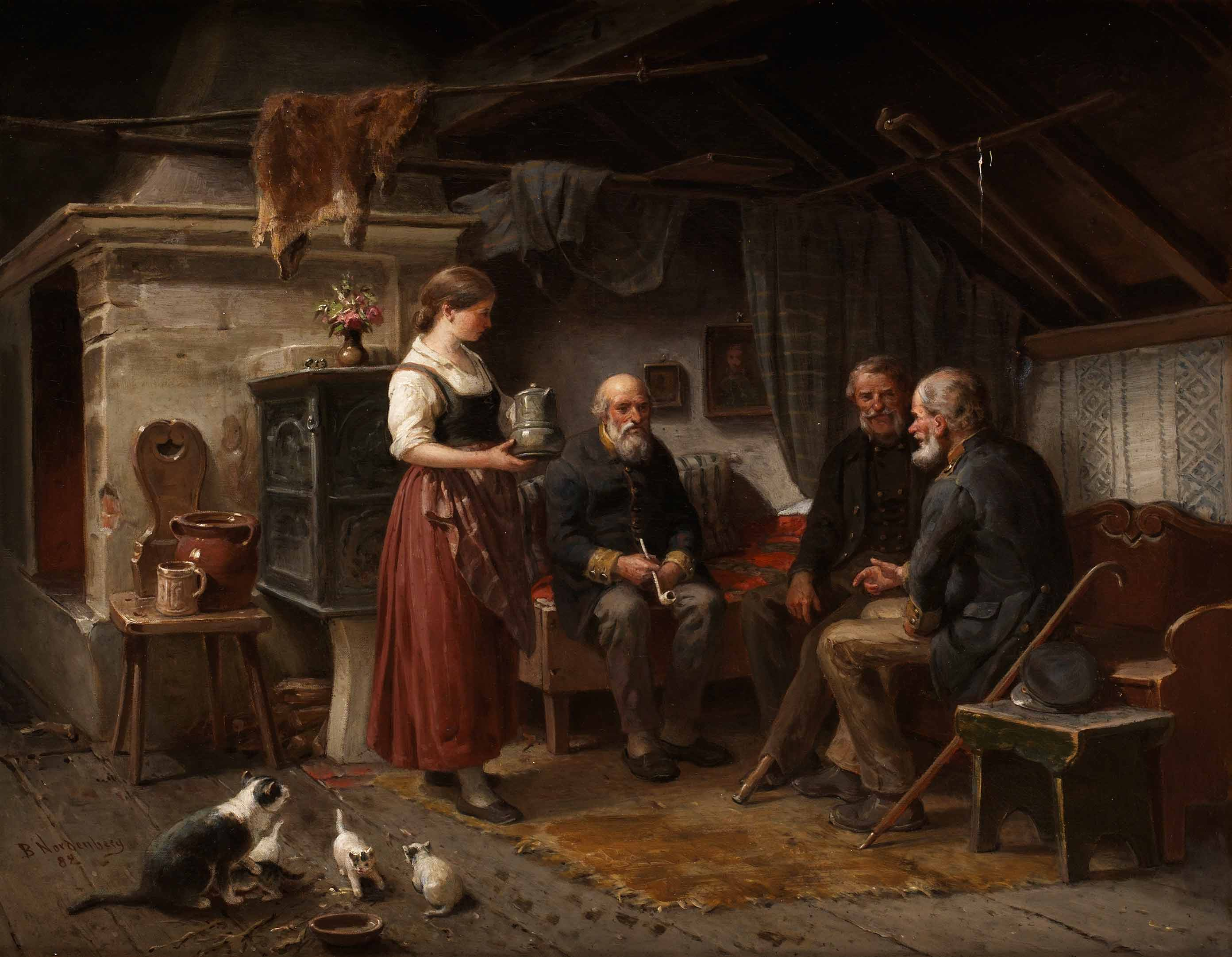
Els Veterans (1882)
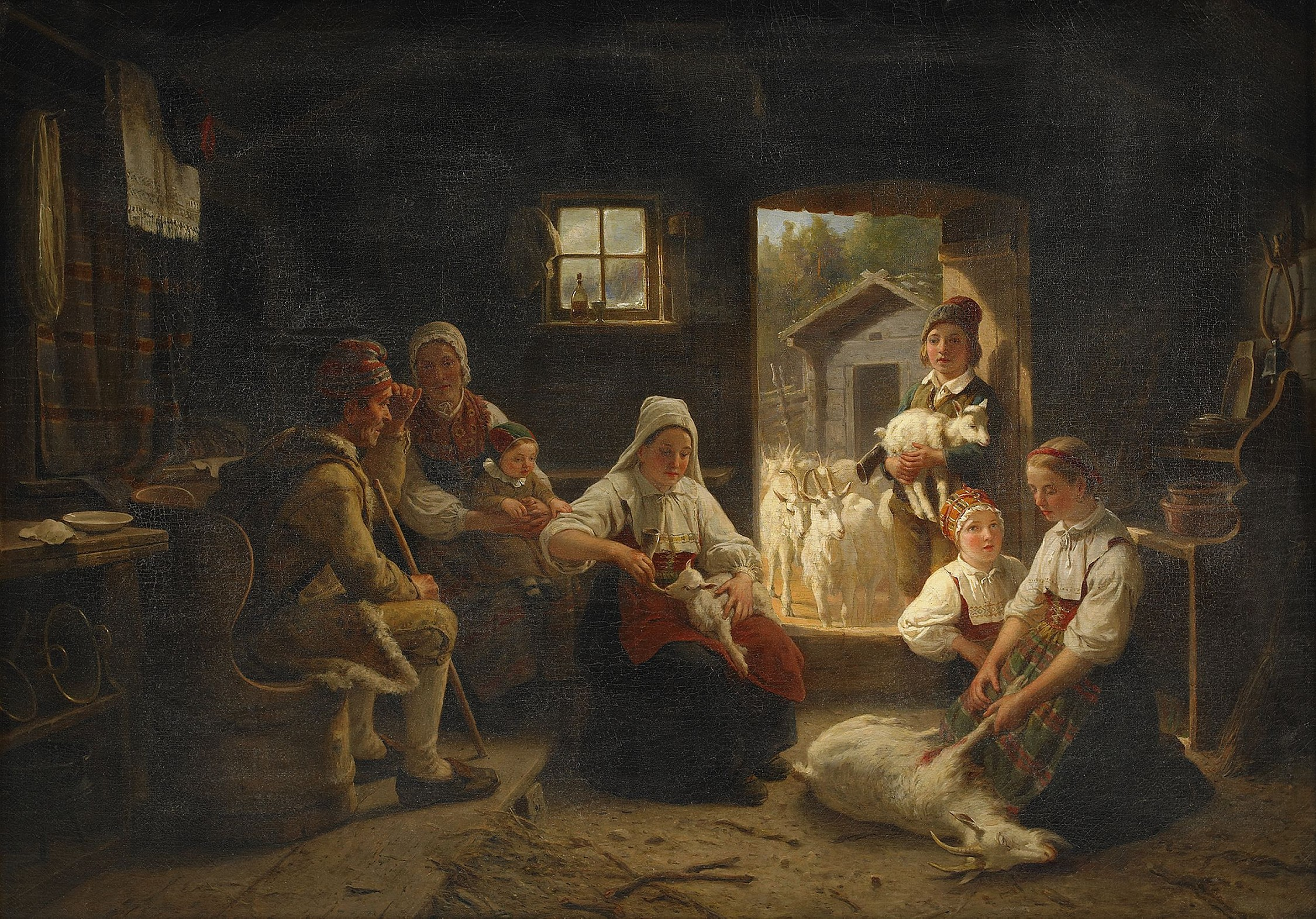
Una cabra esquinçada
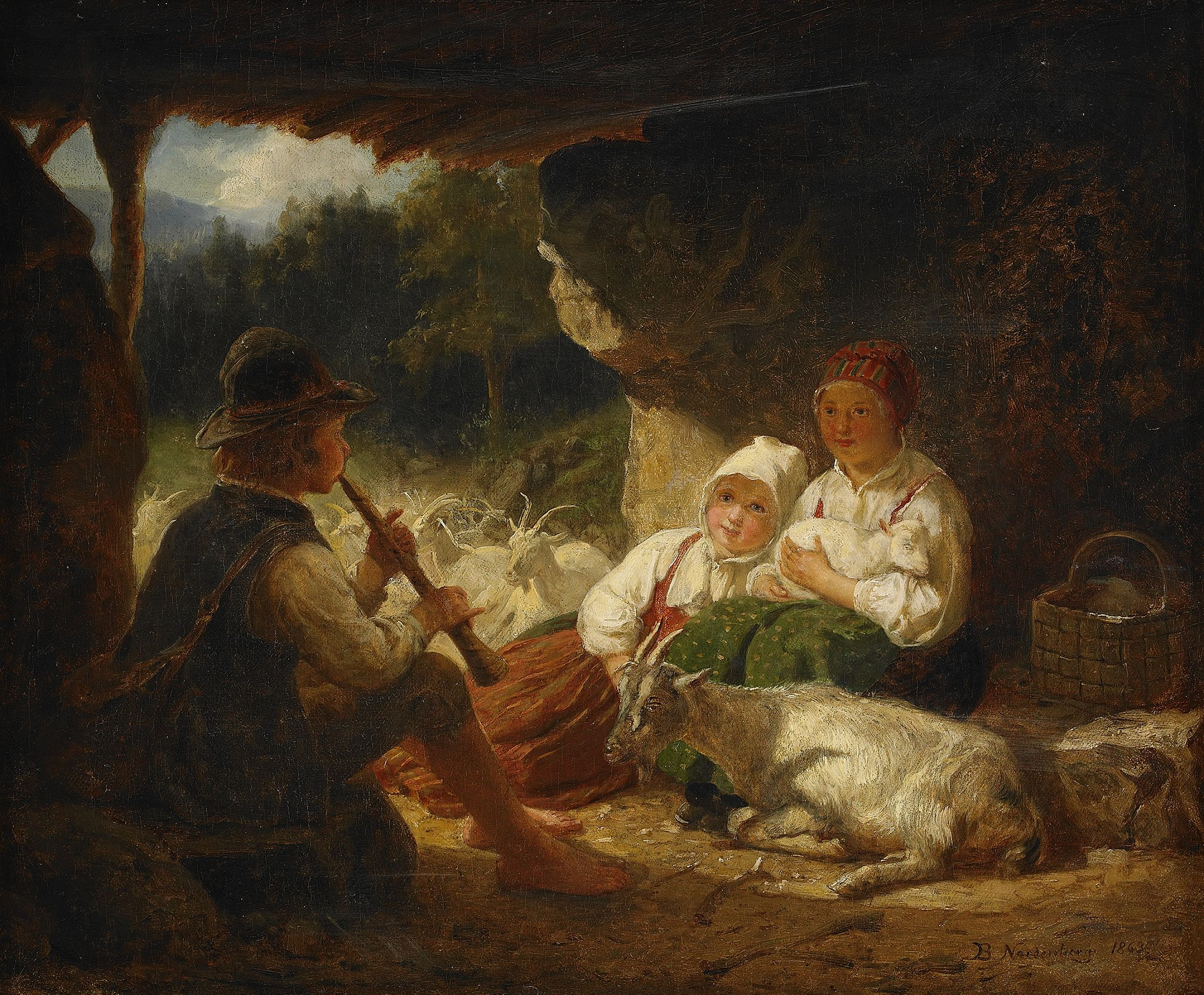
Família Sheppard amb cabres (1863)
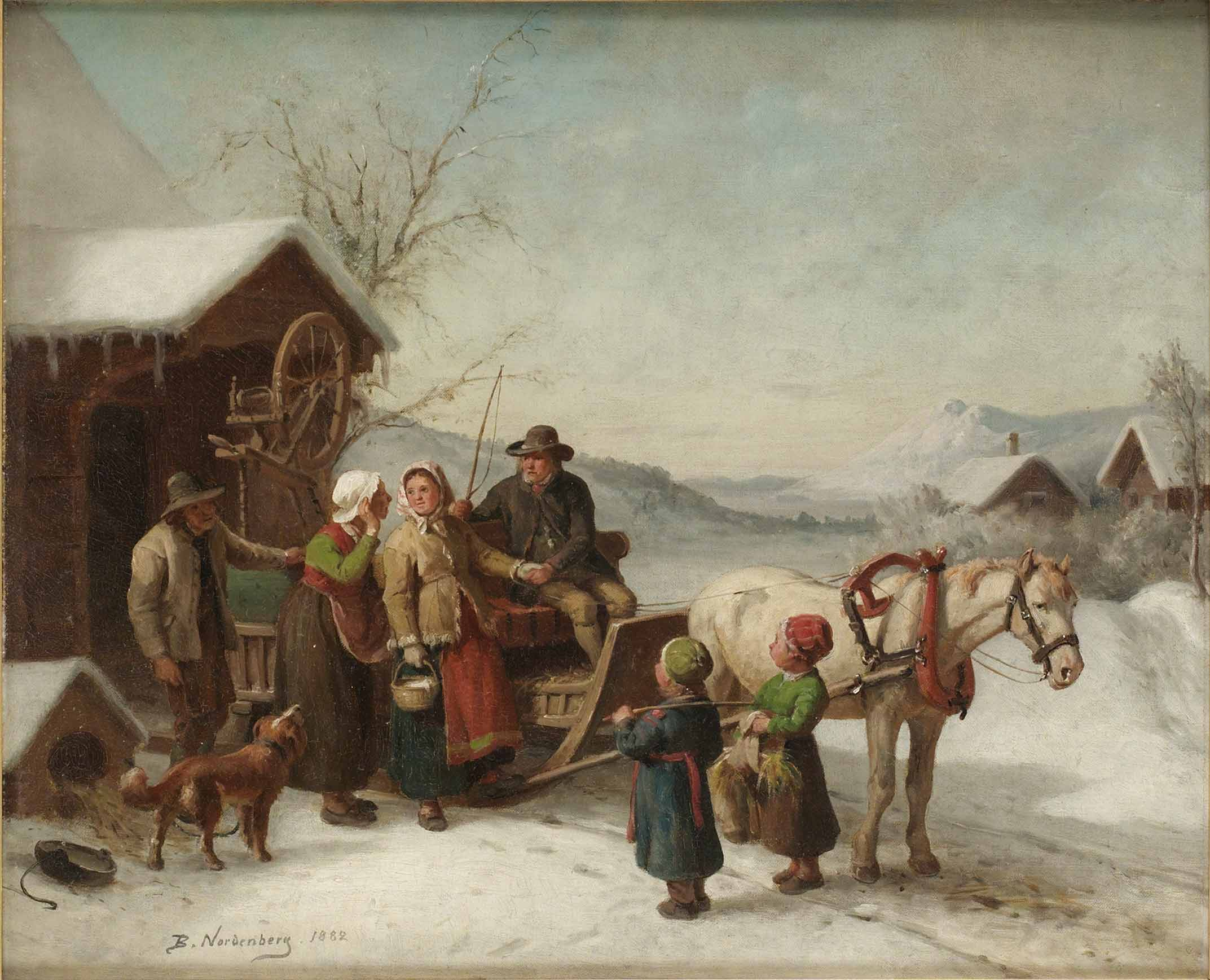
Viatge d'hivern (1882)
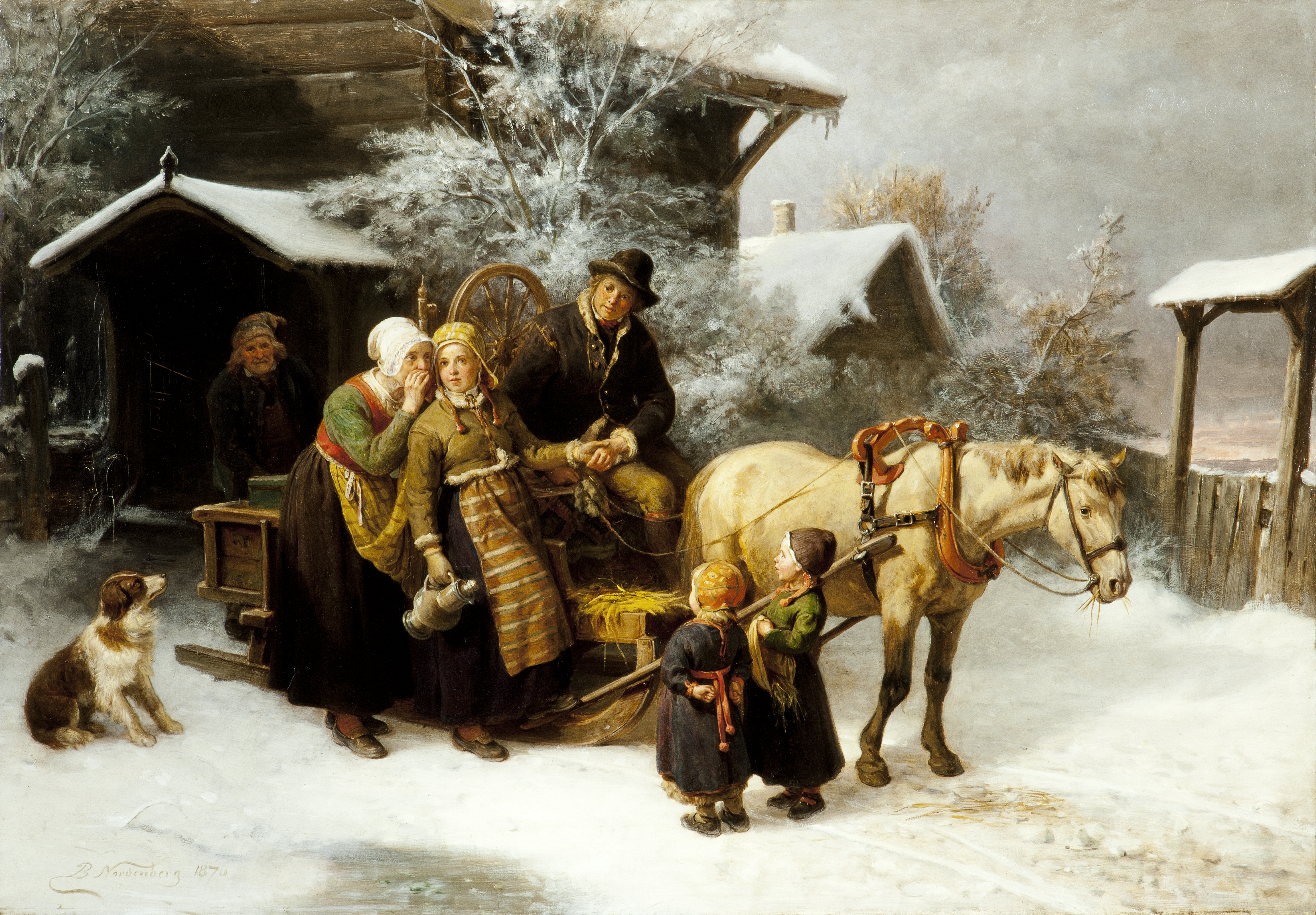
Sortint de casa (1876)